# Sandnes
Sandnes este un oraș și municipalitate în regiunea Rogaland, provincia Jæren, Norvegia.

## Istoric
Sandnes a fost separat de Høyland ca municipalitate în 1860, și a câștigat statutul de oraș în același an. Pe 1 ianuarie 1965, municipalitățile rurale Høyland și Høle, s-au unit cu Sandnes.